# رومان اوزین
رومان اوزین (آلمانی: Roman Osin؛ زادهٔ ۱۹۶۱) فیلم‌بردار و عکاس اهل آلمان-بریتانیا است.

## فیلم‌شناسی
- فروشگاه عجیب آقای مگوریوم
- جنگجو
- پیچراه دروغ‌ها
- بازگشت